# Кубок Еви Дуарте
Кубок Еви Дуарте (ісп. Copa Eva Duarte) — іспанський футбольний трофей, що розігрувався в 1940—1953 роках між переможцями чемпіонату Іспанії з футболу та Кубку Іспанії з футболу (тобто відповідав сучасному Суперкубку Іспанії). При першому розіграші в 1940 році мав назву Кубок чемпіонів (ісп. Copa de Campeones). У 1945 році за пропозицією посла Аргентини — країни, дружньої іспанському військовому режиму, — був перейменований в Золотий кубок Аргентини (ісп. Copa de Oro Argentina). З 1947 року носив ім'я Еви Дуарте Перон, дружини президента Аргентини Хуана Перона. Розігрувався, як правило, восени в єдиному матчі. У 1952—1953 роках кубок було двічі без розіграшу вручено футбольному клубу «Барселона», оскільки він виграв і Чемпіонат Іспанії, і Кубок Іспанії. Зі смертю Еви Перон розіграш кубка припинився.

## Чемпіони по роках
| Рік                     | Переможець                  | Фіналіст          | Результат        |
| Кубок чемпіонів         | Кубок чемпіонів             | Кубок чемпіонів   | Кубок чемпіонів  |
| ----------------------- | --------------------------- | ----------------- | ---------------- |
| 1940                    | Атлетіко Авіасьон де Мадрид | Еспаньйол         | 10-4 (3-3 / 7-1) |
| Золотий кубок Аргентини |                             |                   |                  |
| 1945                    | Барселона                   | Атлетік (Більбао) | 5-4              |
| Кубок Ева Дуарте        |                             |                   |                  |
| 1947                    | Реал Мадрид                 | Валенсія          | 3-1 дч           |
| 1948                    | Барселона                   | Севілья           | 1-0              |
| 1949                    | Валенсія                    | Барселона         | 7-4 дч           |
| 1950                    | Атлетік Більбао             | Атлетіко Мадрид   | 7-5 (5-5 / 2-0)  |
| 1951                    | Атлетіко Мадрид             | Барселона         | 2-0              |
| 1952                    | Барселона                   | Барселона         | Барселона        |
| 1953                    | Барселона                   | Барселона         | Барселона        |